# John Goodwyn Barmby

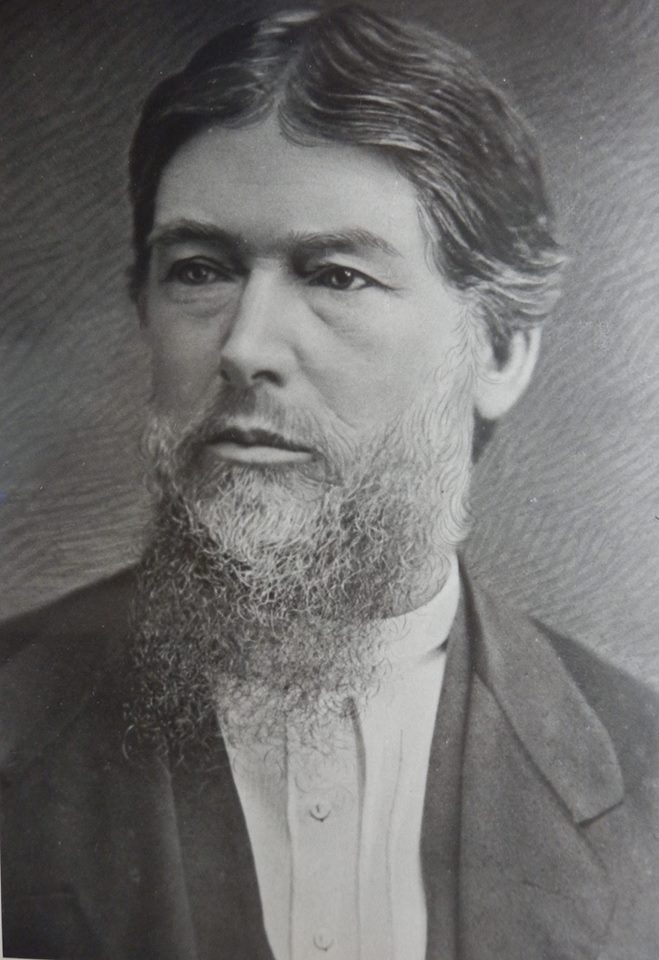
John Goodwyn Barmby

John Goodwyn Barmby (* 1820 in Yoxford; † 18. Oktober 1881 ebd.) war ein britischer frühsozialistischer Redakteur und unitarischer Prediger. 

## Leben und Wirken
Barmby wurde 1820 in Yoxford im ostenglischen Suffolk in der historischen Region East Anglia geboren. Sein Vater starb, als er vierzehn Jahre alt war. Bereits früh wandte sich Barmby den britischen Chartisten zu und unterstützte hier insbesondere frühsozialistisch-utopische Ansätze. So zählt Barmby auch zum Unterstützerkreis des frühsozialistischen Unternehmers Robert Owen. Barmby korrespondierte zudem zeitweise auch mit Radikalen wie William James Linton und Friedrich Engels. Zwischen 1838 und 1848 schrieb er für mehrere sozialistische Zeitschriften und rief zum Teil auch selbst neue Zeitschriften wie die 1842 gegründete Promethean ins Leben. Nach einer Studienreise nach Paris im Jahr 1840 heiratete er am 4. Oktober 1841 in Marylebone Catherine Isabella Watkine. Das Paar bekam später einen Sohn und eine Tochter. Am 13. Oktober 1841 gründete Barmby die Communist Propaganda Society. Zwei Jahre später bezeichnete er die in seinem Umkreis entstandene früh-kommunistische Bewegung als Communist Church. Von 1843 bis 1848 unterstützte er die Juniaufstände in Paris. Im gleichen Jahr wandte sich Barmby dann stärker dem Christentum und insbesondere dem Unitarismus zu und wurde Predigerer unitarischer Gemeinden in Southampton, Topsham, Lympstone, Lancaster und Wakefield. Am 20. Juli 1861 heiratete Barmby seine zweite Frau, Ada Marianne Shepherd, Tochter des Gouverneurs von Wakefield, mit der er eine Tochter hatte. Auch als Unitarier behielt Barmby seine liberalen Ansichten bei, unterstützte öffentlich die Forderungen nach einem Frauenwahlrecht und engagierte sich ab 1859 u. a. in der Wakefield Liberal Association. Neben seiner politischen und religiösen Arbeit schrieb Barmby auch mehrere Gedichtbände sowie mehrere Kirchenlieder. Mit beginnenden gesundheitlichen Problemen zog sich Barmby 1879 nach Yoxford zurück und starb dort am 18. Oktober 1881.

## Werke
- The Poetry of Home and Childhood (1853)
- Scenes of Spring (1860)
- The Return of the Swallow (1864)
- Aids to Devotion (1865)
- Wakefield Band of Faith Messenger (1871–9)